# Cyrtanthus clavatus
Cyrtanthus clavatus är en amaryllisväxtart som först beskrevs av L'hér., och fick sitt nu gällande namn av Robert Allen Dyer. Cyrtanthus clavatus ingår i släktet Cyrtanthus, och familjen amaryllisväxter. Inga underarter finns listade i Catalogue of Life.